# Хронологија историје Београда
Хронологија историје Београда приказује године и датуме значајних догађања у историји Београда.

## Праисторија
- 5500 - 4500. п. н. е. - Винчанска култура је створена у данашњем предграђу Београда Винчи

## Стари век
- 279. п. н. е. - римски град Сингидунум се налазио на подручју данашњег Београда

## Средњи век
- 535. - Византијски цар Јустинијан је обновио Сингидунум
- 630. - словени освајају град
- 1284. - Мађари су поклонили Србији Београд, и то Стефану Драгутину. Ово је први пут у историји да су Срби загосподарили градом
- 1594. - спаљене мошти Светог Саве на Врачару

## 19. век
- 1806.
  - 12. децембра (30. новембра по старом), Карађорђе Петровић је освојио Београд и прогласио га главним градом Србије
- 1840. отворена прва пошта у Београду
- 1867.
  - турски командант Али-Риза је Кнезу Михаилу предао кључеве града на Калемегдану, чиме су турци дефинитивно напустили Београд
  - усвојен први урбанистички план Београда за део вароши у шанцу који је израдио Емилијан Јосимовић
- 1869.
  - 30. октобра одржана прва представа у Народном позоришту (сазидано 1869)
- 1884.
  - 2. јула почела са радом Привилегована народна банка Краљевине Србије (данас Народна Банка Србије)
- 1893. су укључена електрична улична светла

## 20. век
- 1923. авио линија на релацији Париз - Будимпешта је продужена до Београда
- 1927. је отворен Београдски аеродром
- 1941.
  - 6. априла, Београд је бомбардован од стране Нацистичке Немачке и то без објаве рата
  - 12. априла Београд је окупиран од стране Немачке и бива подељен. Стари део града постаје део Нацистичке Немачке, док леву обала Саве и град Земун улазе у састав НДХ
- 1948.
  - 11. априла започиње се званична градња Новог Београда
- 1968. Студентски протести у Београду
- 1970. Саграђен је мост Газела преко Саве
- 1995. пуштена је у рад подземна железничка станица Вуков споменик
- 1999. Бомбардовање Југославије
  - 15. априла, НАТО је јаким бомбама гађао београдску насеље Раковица, што је изазвало тешку материјалну штету у целој општини.
  - 22. априла, Око 4:00 са четири пројектила бомбардована је резиденција председника Савезне Републике Југославије - Слободана Милошевића
  - 23. априла, НАТО је погодио технички део зграде РТС-а у Београду у Абердаревој улици, убивши 16 радника.
  - 29. априла, бомбардер је са 2 пројектила оштетио телевизијски торањ на Авали, који се касније урушио.
  - 30. априла, НАТО је бомбардовао центар Београда: погођене су зграде републичког и савезног МУП-а, генералштаба и министарства одбране. Током гашења пожара у зградама министарства одбране и генералштаба, НАТО је поновио напад, изазвавши тешко рањавање већег броја ватрогасаца и већ присутних новинара и сниматеља.

## 21. век
- 2003.
  - 12. март - Атентат на премијера Србије Зорана Ђинђића
- 2012.
  - 1. јануар - свечано отворен Мост на Ади преко Саве
- 2014.
  - 18. децембар - свечано отворен Пупинов мост преко Дунава